# Pisco sour
O pisco sour é um coquetel típico da gastronomia sul-americana, especialmente  do Peru e Chile, preparado à base de pisco, limão, xarope de açúcar, podendo ou não usar clara de ovo. O nome vem da união das palavras "pisco" (um tipo de aguardente de uva) e "sour" (referindo-se à família de coquetéis que usam suco de frutas cítricas, tipicamente o limão, como parte de sua receita).

## Origem
A origem deste coquetel é controversa entre os especialistas. O Chile e o Peru apresentam versões diferentes quanto a origem da bebida. A propriedade exclusiva é disputada pelos dois países, ambos reivindicam o pisco sour como sua bebida nacional.
No Peru, desde 2004, é celebrado um feriado anual estabelecido no primeiro sábado de fevereiro, chamado de o Dia do Pisco Sour. A bebida é declarada no país como patrimônio cultural.

## Preparo
Os ingredientes que compõe a receita básica do pisco sour são: limão, açúcar, pisco (aguardente), clara de ovo, cubos de gelo. Num liquidificador ou numa coqueteleira todos são misturados e agitados. O processo é finalizado com as gotas de angostura na taça que é servido.
Muito popular no Peru e Chile, cada país tem uma receita diferente. A diferença principal é que a receita peruana inclui o ovo, enquanto que a chilena não costuma usar este ingrediente.